# بخش هزارمسجد
بخش هزارمسجد یکی از بخش‌های شهرستان کلات در استان خراسان رضوی ایران است.

## تقسیمات کشوری
- بخش هزارمسجد
  - دهستان هزارمسجد
  - دهستان لاین

## جمعیت
جمعیت بخش هزارمسجد براساس سرشماری عمومی نفوس و مسکن در سال ۱۳۹۵ برابر با ۶،۰۷۵ نفر بوده‌است.